# Beast (álbum)
Beast é o segundo álbum de estúdio da banda japonesa de rock VAMPS, lançado em 28 de julho de 2010. A edição limitada inclui um DVD com os videoclipes das canções "Devil Side", "Angel Trip", "Revolution" e "My First Last". A turnê mundial VAMPS LIVE 2010 BEAST WORLD TOUR promoveu o álbum, contando com 10 datas em 6 países.

## Recepção
Alcançou a terceira posição nas paradas da Oricon Albums Chart.

## Faixas
| N.º            | Título           | Duração |  |
| 1.             | "Plug In"        | 0:31    |  |
| 2.             | "Devil Side"     | 4:21    |  |
| 3.             | "Angel Trip"     | 4:30    |  |
| 4.             | "Memories"       | 4:44    |  |
| 5.             | "Euphoria"       | 4:30    |  |
| 6.             | "Vamp Addiction" | 3:10    |  |
| 7.             | "Revolution"     | 4:41    |  |
| 8.             | "The Past"       | 5:05    |  |
| 9.             | "Piano Duet"     | 4:34    |  |
| 10.            | "Rumble"         | 3:30    |  |
| 11.            | "Get Up"         | 4:26    |  |
| 12.            | "Samsara"        | 1:54    |  |
| 13.            | "My First Lasty" | 5:02    |  |
| Duração total: | Duração total:   | 51:04   |  |

### Edição limitada
Disco dois
| DVD |                 |         |  |
| N.º | Título          | Duração |  |
| 1.  | "Devil Side"    |         |  |
| 2.  | "Angel Trip"    |         |  |
| 3.  | "Revolution"    |         |  |
| 4.  | "My First Last" |         |  |

## Músicos
- Hyde - vocais
- K.A.Z - guitarra